# Уиллард, Том
Томас Луис (Том) Уиллард (англ. Thomas Louis "Tom" Villard; род. 19 ноября 1953, Уэйпау, Гавайи, США — 14 ноября 1994, Калифорния) — американский актёр.

## Биография
Том Уиллард родился на Гавайских островах в 1953 году и вырос в деревне Спенсерпорт недалеко от Нью-Йорка.
Родители — фотоинженер Рон Уиллард и учительница Дайан Рут. Также у него была сестра Сьюзан и братья-близнецы Тимоти и Терри.
Окончил Аллегейни-колледж в Пенсильвании. В начале 1970-х годов он переехал в Нью-Йорк, где обучался в Институт театра и кино Ли Страсберга. В 1980 Уиллард поехал в Лос-Анджелес, чтобы сниматься в кино и играть в театре.

## Карьера
С 1983 по 1984 Уиллард играл главную роль в американском ситкоме «Мы сделали это», транслировавшемся на телеканале NBC.

## Личная жизнь
Том Уиллард — гей. Об этом он признался ближе к концу своей жизни. Состоял в отношениях со Скоттом Чамблиссом.

## Болезнь и смерть
В феврале 1994 на шоу Entertainment Tonight актёр сообщил, что он гомосексуалист и болен СПИДом, а также о том, что ему требуется помощь. Согласно журналу POZ, после того, как 13 миллионов зрителей узнали о его ориентации и болезни, от него почти все отвернулись.
14 ноября 1994 Том Уиллард скончался от пневмонии, не дожив пяти дней до своего 41-летия.

## Фильмография
| Год       |    | Русское название                 | Оригинальное название      | Роль             |
| --------- | -- | -------------------------------- | -------------------------- | ---------------- |
| 1980      | с  | Калифорнийский дорожный патруль  | CHiPs                      | Нил              |
| 1981      | ф  | Сила пятерых                     | Force: Five                | ученик           |
| 1982      | ф  | Паразит                          | Parasite                   | Зик              |
| 1982      | ф  | Бриолин 2                        | Grease 2                   | Вилли            |
| 1983      | тф | Американская школа               | High School U.S.A.         | Лео Бандини      |
| 1983      | с  | Такси                            | Taxi                       | художник         |
| 1983—1984 | с  | Мы сделали это                   | We Got It Made             | Джей Боствик     |
| 1984      | ф  | Сёрфинг 2                        | Surf II                    | Джоко О’Финли    |
| 1986      | ф  | Одно безумное лето               | One Crazy Summer           | Клей Сторк       |
| 1986      | ф  | Воины выходного дня              | Weekend Warriors           | Себлински        |
| 1986      | ф  | Перевал разбитых сердец          | Heartbreak Ridge           | капрал «Профиль» |
| 1986      | с  | Команда «А»                      | The A-Team                 | Барри Грин       |
| 1986      | с  | Золотые девочки                  | The Golden Girls           | Рик              |
| 1987      | ф  | Неприятности Дика                | The Trouble with Dick      | Дик Кендред      |
| 1989      | с  | Кто здесь босс?                  | Who’s the Boss?            | Энди Дрейк       |
| 1990      | с  | Охотник                          | Hunter                     | Джон Скурос      |
| 1991      | ф  | Воздушная кукуруза               | Popcorn                    | Тоби Д’Амато     |
| 1991      | ф  | Шлюха                            | Whore                      | хиппи            |
| 1991      | ф  | Клоун Шейкс                      | Shakes the Clown           | парень в машине  |
| 1991      | ф  | Моя дочь                         | My Girl                    | Джастин          |
| 1992      | с  | Золотые девочки                  | The Golden Girls           | Рэнди Беккер     |
| 1992      | с  | Спасатели Малибу                 | Baywatch                   | Хоуи             |
| 1994      | ф  | Армейские приключения            | In the Army Now            | продавец         |
| 1994      | с  | Звёздный путь: Глубокий космос 9 | Star Trek: Deep Space Nine | Прайлар Бек      |
| 1995      | тф | Оперативный центр                | Tom Clancy’s Op Center     | пресс-секретарь  |